# Magnetochimie
Magnetochimia este o ramură a chimiei fizice avînd ca obiect de studiu proprietățile magnetice ale compușilor chimici. A fost inițiată de Paul Langevin.